# Strontiumhydrid
Strontiumhydrid ist eine anorganische chemische Verbindung des Strontiums aus der Gruppe der Hydride.

## Gewinnung und Darstellung
Strontiumhydrid kann durch Reaktion von Strontium mit Wasserstoff bei 250 °C gewonnen werden.
{\displaystyle {\ce {Sr + H2 -> SrH2}}}

## Eigenschaften
Strontiumhydrid ist ein weißes, sehr sprödes und äußerst feuchtigkeitsempfindliches Salz. In Wasser zersetzt es sich momentan unter Entwicklung von Wasserstoff. Die Reaktion verläuft stürmisch und ist nach einigen Sekunden beendet.
{\displaystyle {\ce {SrH2 + 2 H2O -> Sr(OH)2 + 2 H2}}}
In absolutem Alkohol zersetzt sich das Hydrid ebenfalls unter Wasserstoffentwicklung, aber langsamer als in Wasser.
Die Verbindung besitzt eine orthorhombische Kristallstruktur ähnlich der von Calciumhydrid. In einer Wasserstoffatmosphäre sublimiert die Verbindung bei 1000 °C.